# Yan Nawa
Yan Nawa (em tailandês: ยานนาวา) é um distrito da cidade de Bangkok, capital da Tailândia. É um dos 50 distritos em que se divide a cidade. Sua população, de acordo com dados de 2014, era de 81 162 habitantes. Sua área é de 16,66 km².
Foi elevado à categoria de distrito em 5 de junho de 1981.

## Administração
O distrito é subdividido em dois sub-distritos (Kwaeng).
1. 	Chong Nonsi (	ช่อง นนทรี)	
2.	 Estrondo Phongphang (บางโพงพาง)	